# Playmate (Patricia Paay)
Playmate is een muziekalbum van Patricia Paay uit 1981. Ze schreef de meeste nummers samen met John van Katwijk. Het afsluitende nummer kwam van Pim Koopman, de arrangeur en producer van het album. Verder is er de klassieker Beggin' op te vinden, dat de The Four Seasons in 1967 voor het eerst uitbrachten. 
Ze vertelde Limburgs Dagblad in die tijd dat ze merkte dat ze niets hoefde te verzinnen om aantrekkelijk te worden gevonden: "Het is iets dat in me zit, misschien komt het omdat ik het heerlijk vind om op-en-top vrouw te zijn en dat laatste, je zou het bijna iets latent seksistisch kunnen noemen, daar zing ik over."
Op het album zijn achtergrondstemmen te horen van haarzelf, Pim Koopman, Yvonne Keeley, Jody Pijper en Hans Vermeulen. Meerdere nummers van het album verschenen in de Nederlandse en Belgische hitlijsten.

## Nummers
| Nr. | naam                     | schrijver                         | duur |
| --- | ------------------------ | --------------------------------- | ---- |
| A1  | Saturday nights          | John van Katwijk en Patricia Paay | 3:47 |
| A2  | Out in the city          | John van Katwijk en Patricia Paay | 3:48 |
| A3  | Amsterdam Airport        | John van Katwijk en Patricia Paay | 3:16 |
| A4  | Will we meet again       | John van Katwijk en Patricia Paay | 2:10 |
| A5  | A dime a dance           | John van Katwijk en Patricia Paay | 3:31 |
| B1  | Beggin'                  | Bob Gaudio en Peggy Farina        | 3:06 |
| B2  | Who let the heartache in | John van Katwijk en Patricia Paay | 3:33 |
| B3  | Playmate                 | John van Katwijk en Patricia Paay | 3:06 |
| B4  | See me dance             | John van Katwijk en Patricia Paay | 3:16 |
| B5  | Tell it like it is       | Pim Koopman                       | 3:40 |